# Nicolaus Skum

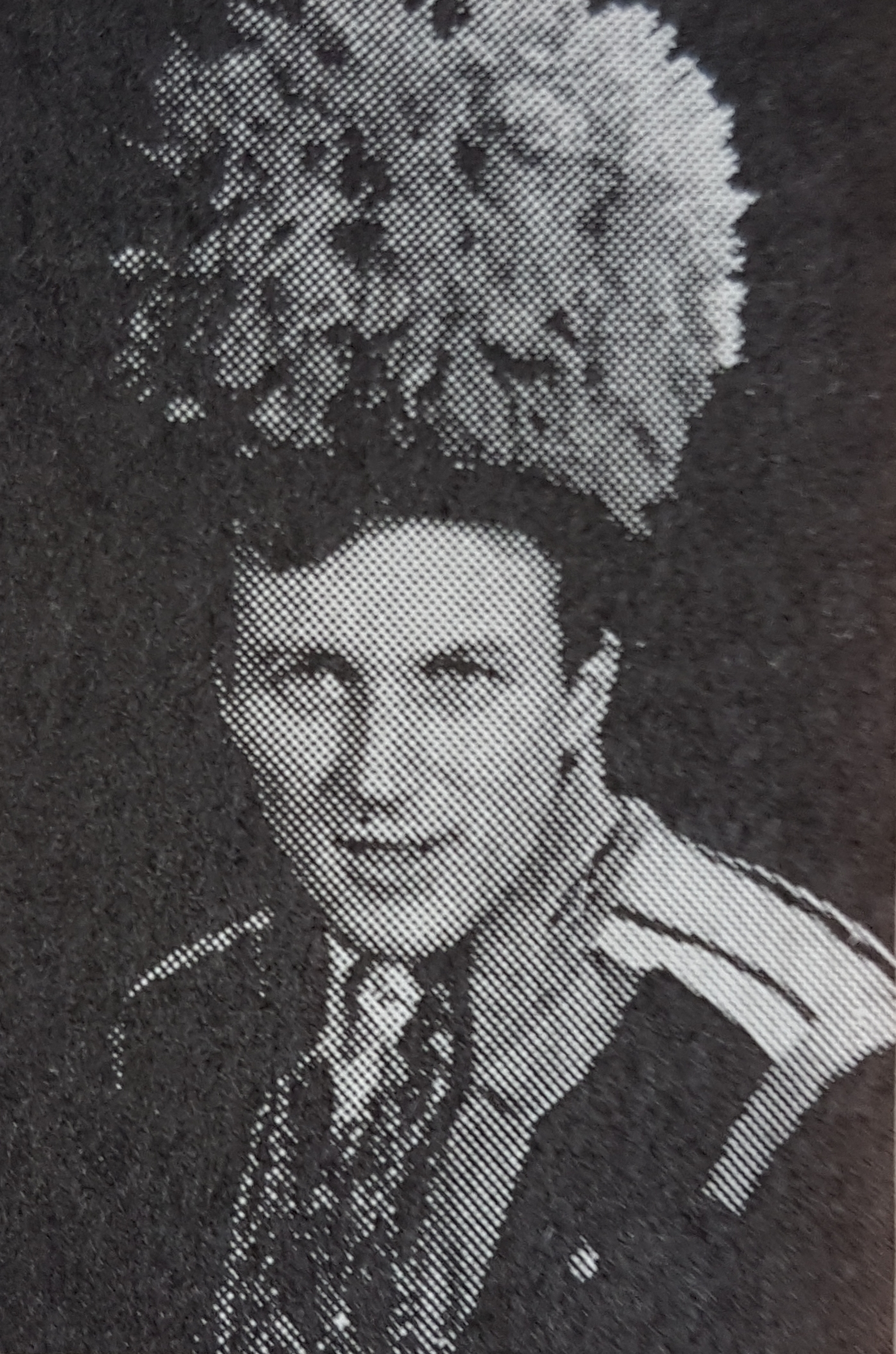

Per Nicolaus Skum, född 1 augusti 1928 i Passekorsa, Gällivare, död där 4 april 1995, var en svensk-samisk renskötare, tecknare och grafiker.
Nicolaus Skum växte upp i en renskötarfamilj i Norrkaitums sameby som son till renägaren Anders Skum och Anna Birgitta Huuva och från 1958 gift med Barbro Marianne Bergman. Skum var själv renskötare vid sidan om arbetet som konstnär. Han var som konstnär autodidakt och debuterade i en utställning arrangerad av NK:s konstförening i Stockholm 1958 och ställde därefter ut ett flertal gånger i olika samlings och grupputställningar. Tillsammans med Nikolaus Blind ställde han ut i Gällivare 1961 och 1963. Hans konst består av motiv från sommarrenbeteslanden i högfjället och bilder från samernas gamla mytologi ofta utförda i tusch eller i form av linoleumsnitt. Som illustratör illustrerade han bland annat läroboken Sámi-giella, gålli-giella utgiven av Sveriges radio 1963 och den egna boken Samisk miljö. Han inspirerades i sin konst oftast i naturen, renhjordarna och samisk mytologi.